# Европско првенство у атлетици у дворани 1972 — скок удаљ за жене
Такмичење у скоку удаљ у женској конкуренцији на трећем Европском првенству у атлетици у дворани 1972. одржано је 12. марта 1972. у Палати спортова у Греноблу, Француска.

## Земље учеснице
Учествовало је 10 атлетичарки из 7 земаља.
1. Бугарска (1)
2. Западна Немачка (1)
3. Румунија (2)
4. Уједињено Краљевство (2)
5. Француска (1)
6. Чехословачка (1)
7. Швајцарска  (2)

## Рекорди
Извор:
| Рекорди пре почетка Европског првенства у дворани 1972.     | Рекорди пре почетка Европског првенства у дворани 1972. | Рекорди пре почетка Европског првенства у дворани 1972. | Рекорди пре почетка Европског првенства у дворани 1972. | Рекорди пре почетка Европског првенства у дворани 1972. | Рекорди пре почетка Европског првенства у дворани 1972. |
| ----------------------------------------------------------- | ------------------------------------------------------- | ------------------------------------------------------- | ------------------------------------------------------- | ------------------------------------------------------- | ------------------------------------------------------- |
| Светски рекорд                                              | Татјана Шчелканова                                      | СССР                                                    | 6,73                                                    | Дортмунд, Западна Немачка                               | 27. март 1966.                                          |
| Европски рекорд у дворани                                   | Татјана Шчелканова                                      | СССР                                                    | 6,73                                                    | Дортмунд, Западна Немачка                               | 27. март 1966.                                          |
| Рекорди европских првенстава у дворани                      | Хајде Розендал                                          | Западна Немачка                                         | 6,64                                                    | Софија, Бугарска                                        | 13. март 1971.                                          |
| Рекорди после завршеног Европског првенства у дворани 1972. |                                                         |                                                         |                                                         |                                                         |                                                         |
| Нових рекорда није било.                                    |                                                         |                                                         |                                                         |                                                         |                                                         |

## Освајачи медаља
|                               |                         |                                |
| Бригите Ресен Западна Немачка | Мета Антенен Швајцарска | Јармила Нигринова Чехословачка |

## Резултати
Извор:

### Коначан пласман
| Пласман | Атлетичарка         | Земља                | 1.   | 2.     | 3.   | 4.   | 5.   | 6.   | Резултат | Белешка |
| ------- | ------------------- | -------------------- | ---- | ------ | ---- | ---- | ---- | ---- | -------- | ------- |
|         | Бригите Ресен       | Западна Немачка      | х    | ! 6,42 | х    | х    | х    | 6,58 | 6,58     |         |
|         | Мета Антенен        | Швајцарска           | 6,35 | 6,36   | 6,39 | х    | 6,32 | 6,42 | 6,42     | НРд     |
|         | Јармила Нигринова   | Чехословачка         | 6,39 | х      | 6,28 | 6,33 | 6,04 | 6,32 | 6,39     |         |
| 4.      | Сиглинде Аман       | Швајцарска           | 6,22 | х      | 6,26 | 6,21 | 6,20 | 6,20 | 6,26     |         |
| 5.      | Морин Чити          | Уједињено Краљевство | 6,26 | 6,15   | х    | х    | 6,13 | 6,11 | 6,26     |         |
| 6       | Елена Винтила       | Румунија             | 6,26 | х !! х | х    | х    | х    | х    | 6,26     |         |
| 7       | Дијана Јоргова      | Бугарска             | 6,21 | х      | 6,12 | х    | 6,18 | х    | 6,21     |         |
| 8       | Виорика Вископољану | Румунија             | 6,01 | х      | х    | 5,61 | х    | х    | 6,01     |         |
| 9.      | Рут Мартин Џоунс    | Уједињено Краљевство | 5,99 | х      | 6,00 |      |      |      | 6,00     |         |
| 10.     | Мари Паскал Гије    | Француска            | х    | ! 5,42 | 5,56 |      |      |      | 5,56     |         |

## Укупни биланс медаља у скоку удаљ за жене после 3. Европског првенства у дворани 1970—1972.
|    | Земља           |   |   |   |   |
| -- | --------------- | - | - | - | - |
| 1. | Западна Немачка | 2 | 1 | 0 | 3 |
| 2. | Румунија        | 1 | 0 | 1 | 2 |
| 3. | Пољска          | 0 | 1 | 1 | 2 |
| 4. | Швајцарска      | 0 | 1 | 0 | 1 |
| 5. | Чехословачка    | 0 | 0 | 1 | 1 |
|    | Укупно {5}      | 3 | 3 | 3 | 9 |

|    | Атлетичарка         | Земља           |   |   |   |   |
| -- | ------------------- | --------------- | - | - | - | - |
| 1, | Хајде Розендал      | Западна Немачка | 1 | 1 | 0 | 2 |
| 2, | Виорика Вископољану | Румунија        | 1 | 0 | 1 | 2 |